# Dipcadi serotinum
Dipcadi serotinum — вид рослин родини холодкові (Asparagaceae).

## Морфологія
Багаторічна трав'яниста рослина, що досягає висоти росту між 10 і 40 сантиметрів. Геофіт, утворює цибулину. Листки прості, лінійні, завширшки 0,2–0,5 см і завдовжки 18–35 см, коротші ніж стовбур суцвіття. Край листа гладкий. Вільні суцвіття з 3–20 квітів. Квітки трубчасті дзвоноподібні, довжиною 12–15 мм, від жовтого до коричнево-червоно-помаранчевого або зелений. Капсули плодів від майже сферичних до оберненояйцевидих з діаметром від 8 до 10 мм. Коричнево-чорне, блискуче численне насіння має вузьке крило.

## Поширення, біологія
Країни поширення: Марокко; Франція [пд.]; Португалія; Гібралтар; Іспанія [вкл. Балеарські острови й Канарські острови]. Населяє кам'янисті й піщані сухі вапняки в безпосередній близькості від моря до гір більше 2000 м.
Цвіте і плодоносить з лютого по травень.

## Галерея

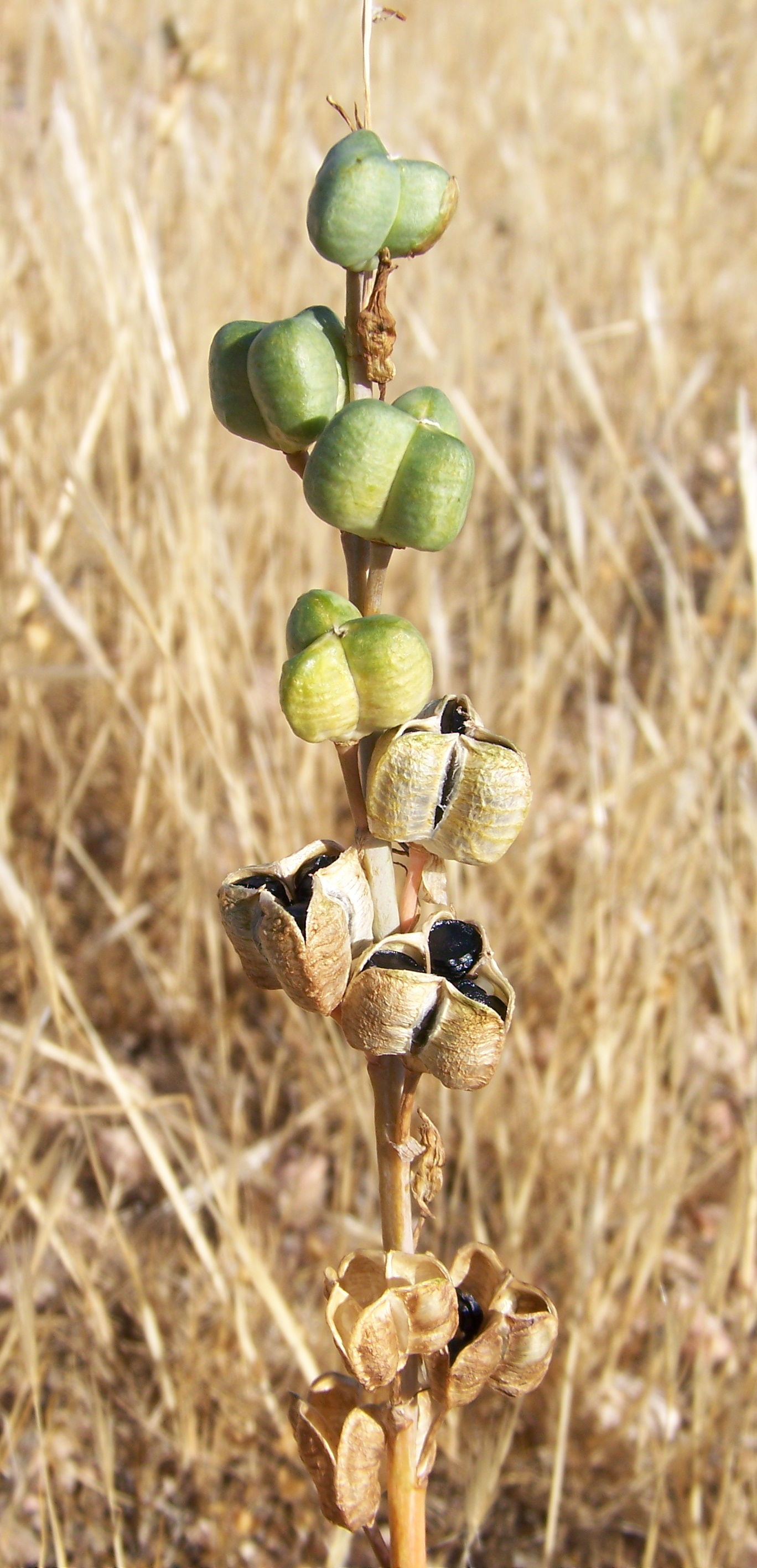
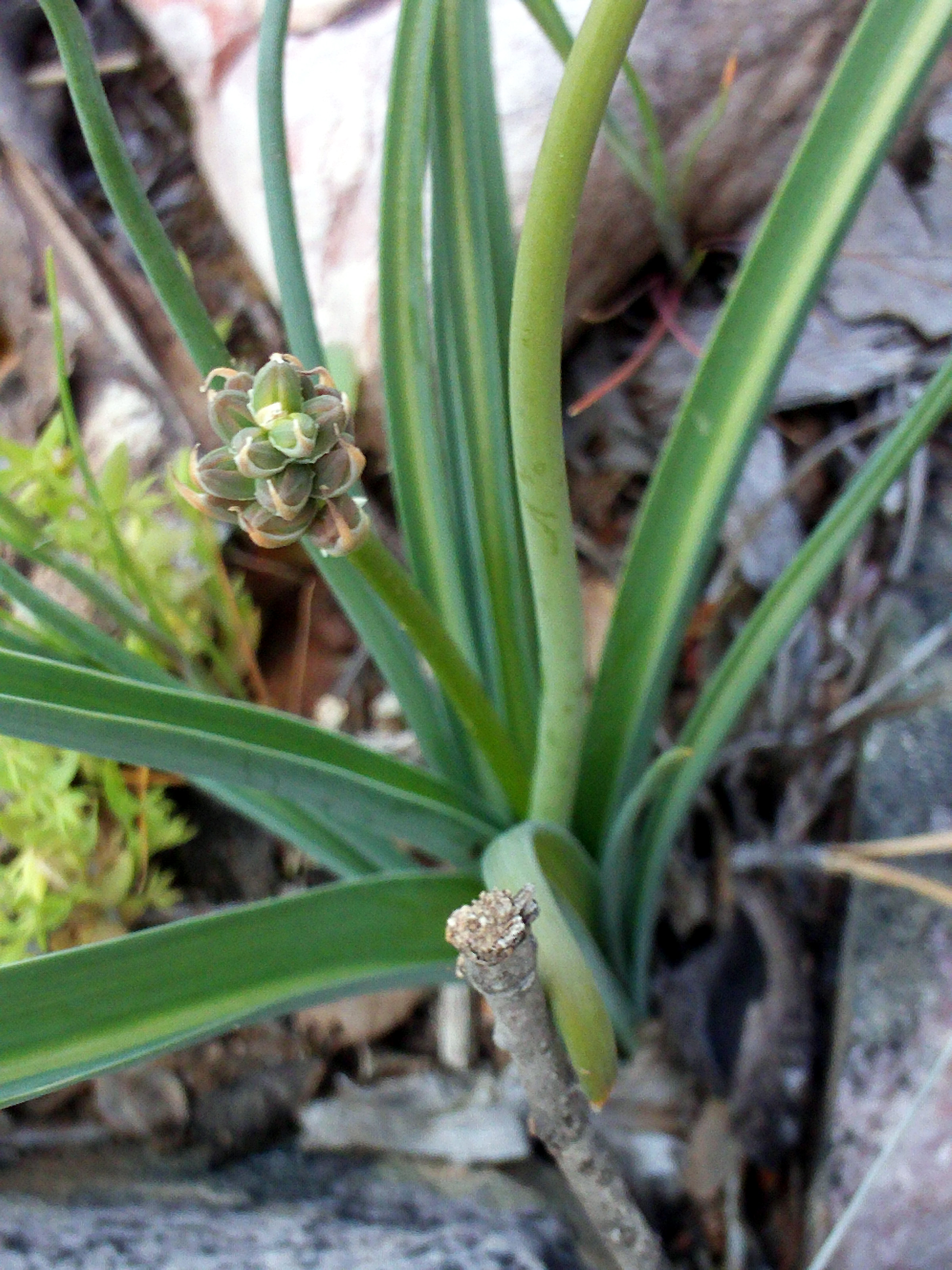
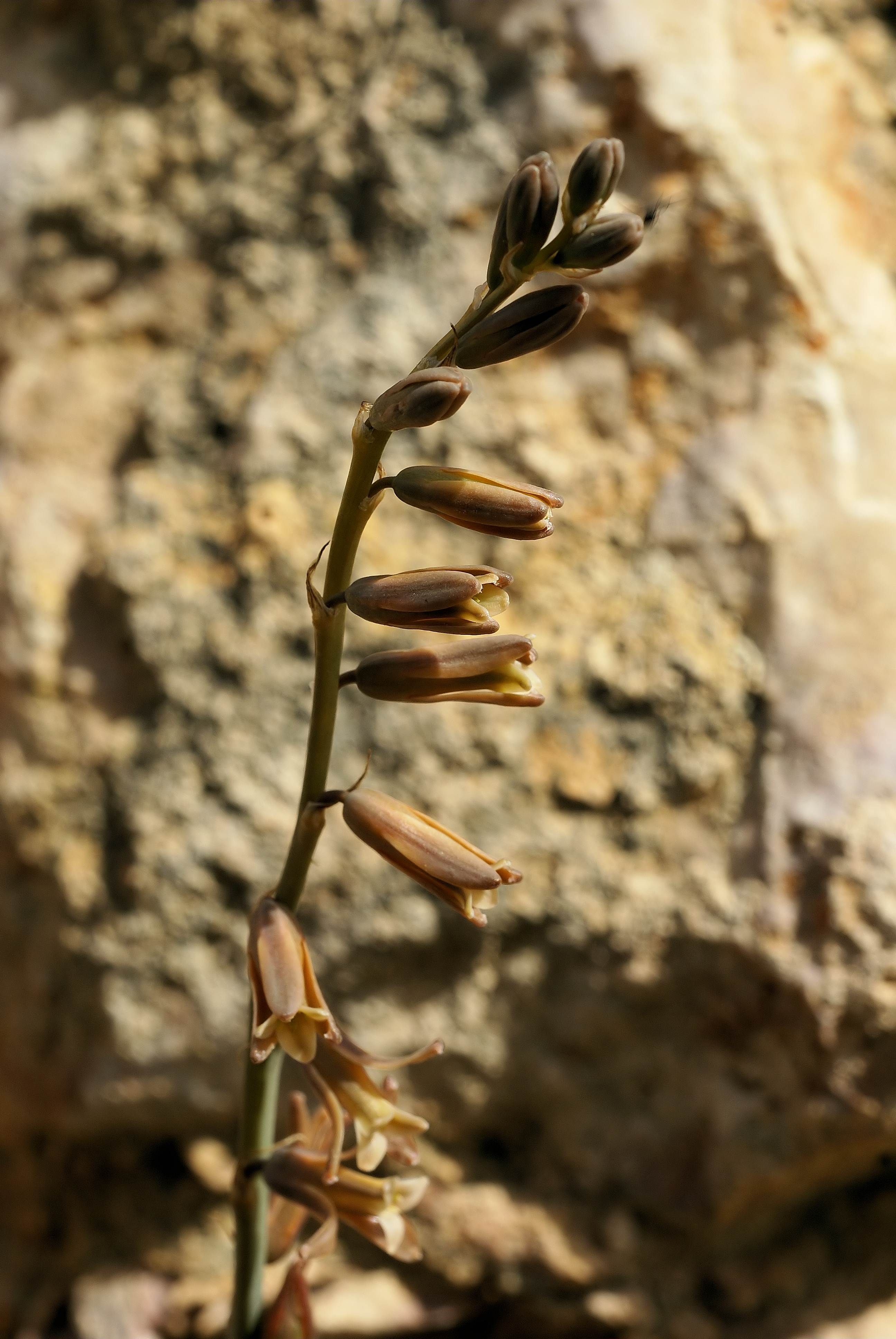
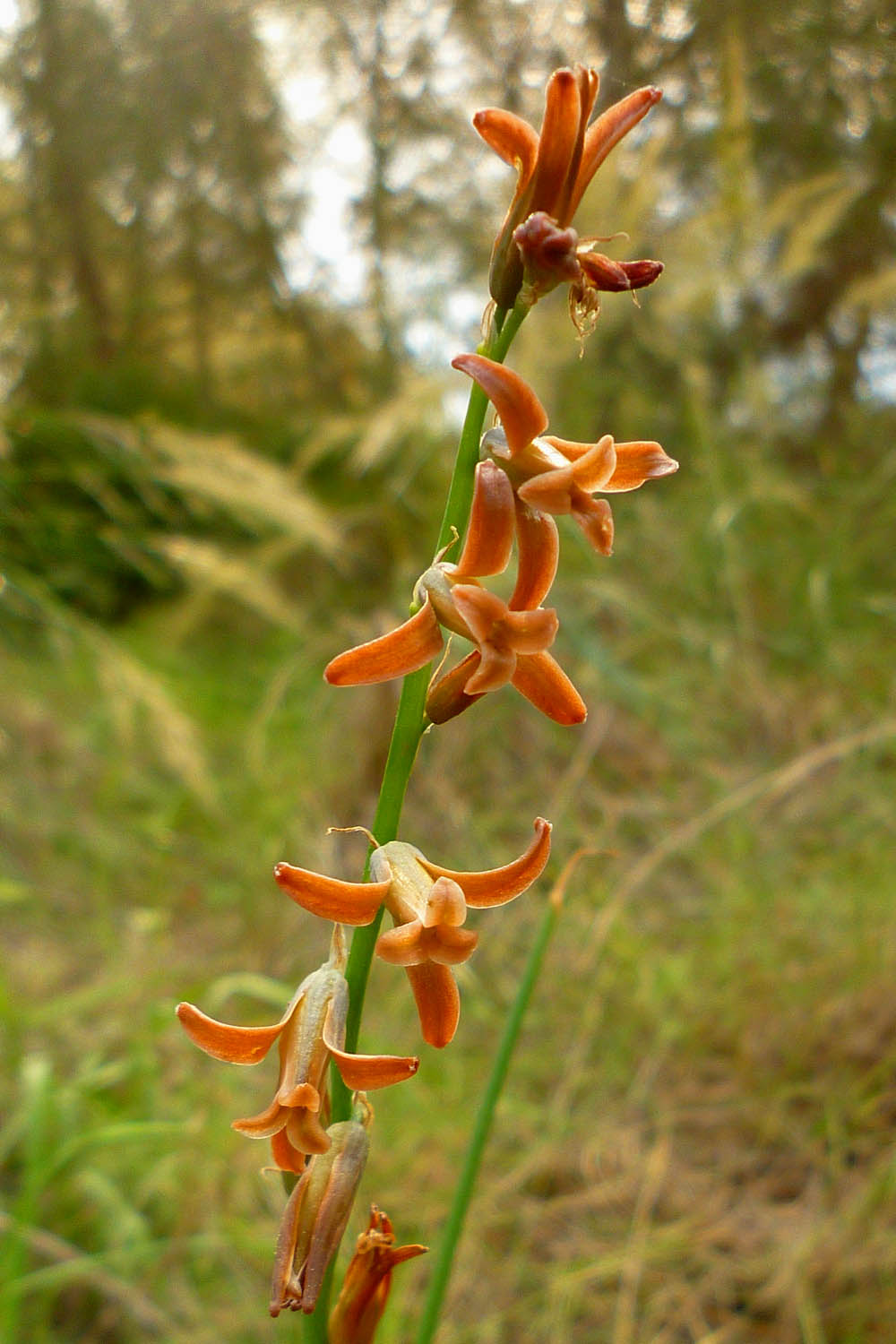

|  | Це незавершена стаття про холодкові. Ви можете допомогти проєкту, виправивши або дописавши її. |